# پرچم فرانسه
پرچم فرانسه (به فرانسوی: Drapeau de la France) یک پرچم سه رنگ است که دارای سه نوار عمودی به رنگ آبی، سفید و قرمز است. برای انگلیسی زبانان آن را به‌عنوان سه رنگ فرانسوی یا به سادگی سه رنگ (به فرانسوی: Tricolore) می‌شناسند، اگرچه پرچم ایرلند و دیگران نیز چنین شناخته می‌شوند. این طرح پس از انقلاب فرانسه اتخاذ شد. اگرچه اولین پرچم سه رنگ نبود، اما به یکی از تأثیرگذارترین پرچم‌های تاریخ تبدیل شد. طرح سه رنگ بعداً توسط بسیاری از ملل دیگر در اروپا و جاهای دیگر پذیرفته شد، و طبق دایرةالمعارف بریتانیکا از لحاظ تاریخی «در تقابل نمادین با معیارهای سلطنتی خودکامه و روحانی در گذشته» ایستاده است. پیش از تصویب سه رنگ، دولت سلطنتی از پرچم‌های زیادی استفاده می‌کرد که معروف‌ترین آن‌ها یک سپر آبی و طلایی fleur-de-lis (بازوهای سلطنتی فرانسه) روی زمینه سفید یا پرچم دولتی بود. در اوایل انقلاب فرانسه، شبه‌نظامیان پاریس، که نقش برجسته‌ای در هجوم به باستیل داشتند، لباس‌های آبی و قرمز، رنگ‌های سنتی شهر بر تن داشتند. به گفته ژنرال فرانسوی ژیلبر دو موتیه، مارکی دو لافایت، رنگ سفید «رنگ فرانسوی باستانی» بود و به کلاه شبه نظامیان اضافه شد تا کلاه سه رنگ یا ملی فرانسه را تشکیل دهد.

## پرچم کنونی
در تاریخ ۱۷۸۹ میلادی، پانزده ماه پس از تسخیر زندان باستیل، شورای مردم فرانسه جهت تجلی و تمثیل هویت ملی این کشور، پرچمی مرکب از سه رنگ آبی-سفید-قرمز را انتخاب کرد. این سه رنگ از آن زمان تا کنون در پرچم فرانسه، حفظ شده است. رنگ‌های آبی و قرمز از رنگ‌های شهر پاریس گرفته شده است، و رنگ سفید مربوط به سلطنت است.

## تاریخچه
به زحمت می‌توان پرچم دیگری یافت که مانند پرچم ملی فرانسه «تریکولوره» در تاریخ تقریباً دویست ساله خود چنین به دفعات ممنوع شده باشد عوض شده باشد شکلش تغییر کرده باشد دوباره ممنوع شده و بعد به رسمیت شناخته شود. در زبان فرانسوی «تریکولوره» به معنای پرچم سه رنگ است؛ بنابراین تمام پرچم‌های سه رنگ تریکولوره‌اند اما این روزها وقتی نام تریکولوره به زبان‌ها می‌آید به یاد پرچم ملی فرانسه می‌افتیم.
رنگ ابی بنابر افسانه‌ها روپوش یا شنل مارتین مقدس بوده است. سفید رنگ منتخب شاهان فرانسوی و قرمز رنگ درفش جنگی عدالت کارل کبیر بوده است.
در دوران ناپلئون پرچم فرانسه به صورت افقی ظاهر شد. بعد از برکناری وی و تبعیدش به جزیره البا-لویی هجدهم پرچم بوربون‌ها را رسمی کرد. سپس ناپلئون با کودتایی در دورهٔ صد روزه حکومتش دوباره پرچم افقی اش را به اهتزاز درآورد. سپس او به جزیره سنت هلن تبعید شد و لویی هجدهم دوباره پرچم بوربون‌ها را رسمی کرد. سپس شاه فیلیپ پرچم ابی-سفید-سرخ را درسال۱۸۳۰ در انقلاب ژوئیه مطرح کرد اما در سال ۱۸۴۹ که جمهوری دوم اعلام شد پرچم ابی-سفید-سرخ با نوارهای عمودی ظاهر شد.
پرچم امروزی فرانسه در سال ۷۱–۱۸۷۰ پس از برکناری ناپلئون سوم و اعلام جمهوری سوم در جنگ آلمان-فرانسه به عنوان پرچم ملی انتخاب و از ان پس برای همیشه پرچم ملی فرانسه در تمام مجالس، سفارتخانه‌ها و تمام مناطق فرانسه به اهتزاز درآمد.

## نگارخانه

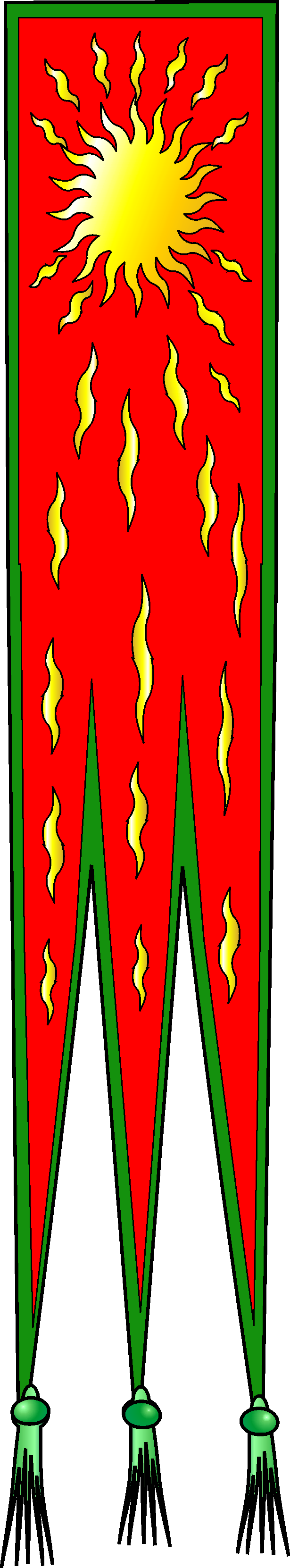
پرچم دودمان کاپه
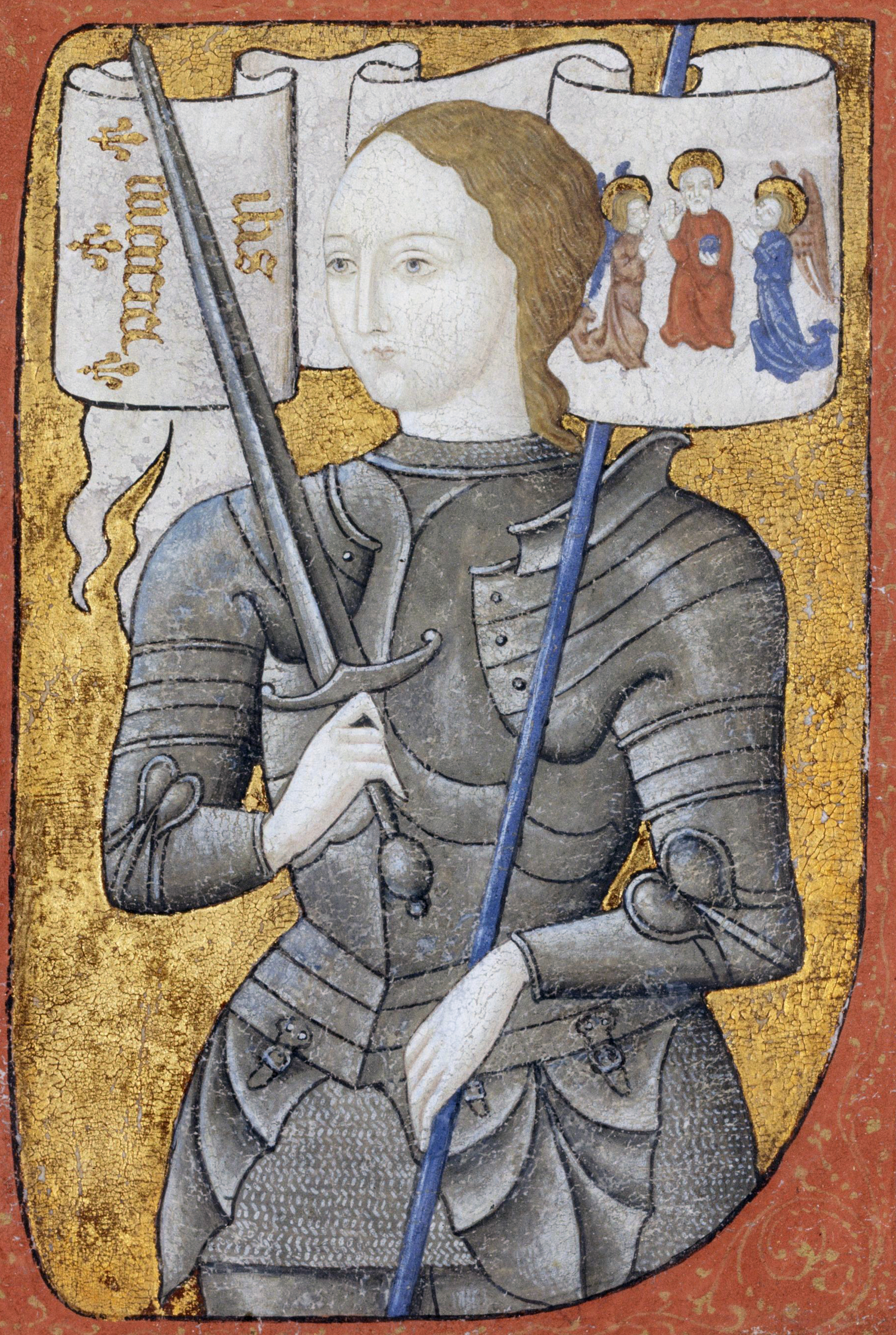
ژان دارک
پرچم عصر رنسانس و هم اکنون پرچم ناحیه ایل-دو-فرانس
پرچم متعلق به ۱۷۸۹ به قبل و همچنین از ۱۸۱۵ تا ۱۸۳۰
پرچم فرانسه پس از جنگ‌های مذهبی فرانسه
پرچم نیروی دریایی پادشاهی فرانسه
پرچم فرانسه نو
یکی از پرچم‌هایی سلطنت طلبان در زمان انقلاب استفاده می‌کردند
تا سال ۲۰۲۰